# Abdullah Fawaz
Abdullah Fawaz Afrah Bait Abdulghafur (arab. عبد الله فواز; ur. 13 października 1996 w Salali) – omański piłkarz grający na pozycji pomocnika w klubie Dhofar Salala. W reprezentacji Omanu zadebiutował 2 czerwca 2017 w meczu z Syrią. Pierwszą bramkę w kadrze zdobył 11 czerwca 2021 przeciwko Afganistanowi. W eliminacjach do Mistrzostw Świata 2022 zdobył 5 goli, najwięcej w swojej reprezentacji.